# Murbecks inrättning för fattiga flickor
Murbecks inrättning för fattiga flickor var en välgörenhetsinstitution i Stockholm, grundad 1747. Den hade till ändamål "att uppfostra fattiga flickor i gudsfruktan och rena seder samt förskaffa dem erforderlig undervisning och färdighet i sådana göromål, att de, vid sin afgång från inrättningen, må kunna bliva dugliga tjänarinnor".

## Historik
Stiftelsen var uppkallad efter sin upphovsman, Peter Murbeck, som 1747 överenskom med sex liktänkande människovänner att medelst milda gåvor lindra nöden bland den fattigare befolkningen i Stockholm. 1749, då den sammanskjutna fonden utgjorde 4,700 dal. kmt., hyrdes inom Hedvig Eleonora församling en mindre lägenhet, där några hjälplösa och sjuka personer erhöll fri bostad och omvårdnad. Andra olyckliga fick tillfälliga understöd i penningar. 1756 inköptes ett boningshus inom samma församling, och anstalten utvidgades med en skola för fattiga flickor, som skulle åtnjuta "fri undervisning i kristendom och nödiga slöjder". Föräldralösa barn skulle därjämte ha fritt underhåll. I början av 1800-talet hade stiftelsen barnhem och flickskola på Svartens gränd 165 i Katarina församling. Flickorna som bodde där fick lära sig läsa, men också att sköta ett hushåll, spinna, sticka, väva och sy. Stiftelsen fick ibland offentlig kritik för att eleverna måste arbeta alltför hårt.
Då Murbeck 1761 tillträdde befattningen som kyrkoherde i Fridlefstads och Rödeby församlingar, flyttades stiftelsen till Blekinge, men förlades åter, vid stiftarens död, 1766, till huvudstaden och Maria Magdalena församling, där den 1822 erhöll en rymlig och ändamålsenlig bostad i huset n:r 17 vid S:t Paulsgatan. Långt dessförinnan hade stiftelsen begränsat sin uppgift till att avgiftsfritt uppfostra fattiga flickor tillhörande Stockholms kommun, där de förblev mantalsskrivna. Från Stockholm flyttades inrättningen 1899 till egendomen Fittja-Ängby i Täby socken. Flyttningen till landet avsåg att befordra barnens uppfostran. I detta syfte delades anstalten vid flyttningen från staden i två hem, vardera för 15 barn under uppsikt av en husmor i varje byggnad. Enligt de sedan 1906 gällande stadgarna erfordrades för att bli intagen i inrättningen, att barnet var fött av äkta säng samt fader- och moderlöst, att det tillhör huvudstadens kommun, att det var minst sex och högst tio år gammalt och inte led av smittsam eller obotlig sjukdom. Stiftelsen lämnade kostnadsfritt bostad, beklädnad, vård och undervisning. Barnen erhöll sin bokliga undervisning inom egen skola, som leddes av en lärarinna, tillsatt och avlönad av överstyrelsen för Stockholms folkskolor. All annan personal, som var erforderlig för inrättningens skötsel eller barnens undervisning i kvinnliga handarbeten och husliga sysslor samt i trädgårdsskötsel, utsågs och underhölls av stiftelsen. Barnen lämnade anstalten, sedan de blivit konfirmerade och, genom stiftelsens försorg, erhållit lämplig anställning. Vid sin avflyttning från inrättningen erhöll de fullständig utstyrsel. Stiftelsens angelägenheter sköttes av en direktion, som kompletterade sig själv och bestod av minst tio manliga och minst tio kvinnliga ledamöter. 1910 uppgick utgifterna för inrättningen till 13 557 kr. och inkomsterna till 19 418 kr. (häri inberäknat årsavgifter med 129 kr.). Stiftelsens samtliga tillgångar värderades till 355 917 kr. Under samma år vårdade anstalten 28 barn.
Inrättningen kom att bestå till 1920.
Murbecks inrättning omvandlades till en stiftelse, Murbeckska stiftelsen, som lämnar bidrag till enskilda personer i Stockholm som är ekonomiskt behövande. Dels ges bidrag till flickor för deras teoretisk och praktisk utbildning, dels också varaktigt stöd till äldre kvinnor.